# Südlicher See-Elefant
Der Südliche See-Elefant (Mirounga leonina) ist eine der beiden Arten der See-Elefanten. Er ist die größte Art der Robben und zugleich der größte Vertreter der Ordnung Raubtiere (Carnivora). Bullen können eine Länge von maximal sechs Metern und ein Gewicht von nahezu vier Tonnen erreichen. Der Rüssel ist nur 10 cm lang und damit im Vergleich zum Nördlichen See-Elefanten (Mirounga angustirostris) deutlich kleiner. Weibchen erreichen mit einer Länge von maximal etwas über zwei Metern und einem Gewicht von 600 bis 800 Kilogramm nur sehr viel kleinere Körperformen.
Die großen Kolonien der südlichen Art befinden sich auf mehreren Inseln, die in einem Ring um die Antarktis liegen. Außerhalb der Paarungszeit findet man umherwandernde Individuen auch an den Küsten Südafrikas, Australiens, Neuseelands, Patagoniens und Antarktikas. Dabei legen Einzeltiere Strecken von bis zu 4800 km zurück.

## Merkmale

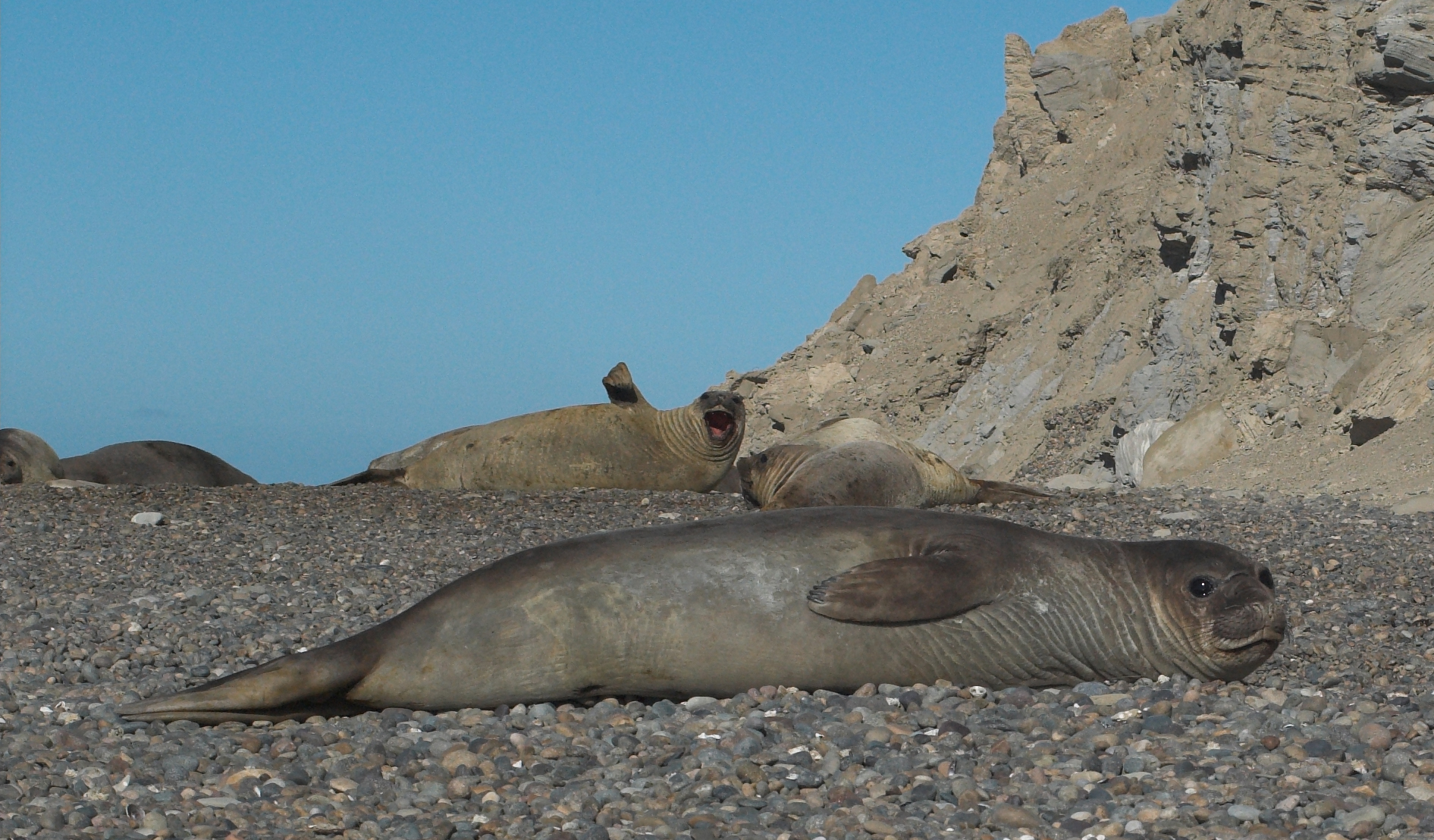
Südlicher See-Elefant, Weibchen

Die Bullen des Südlichen See-Elefanten sind die größten Robben. Sie erreichen eine Länge von bis zu sechs Metern bei einem Gewicht bis nahezu vier Tonnen. In älteren Berichten, deren Glaubwürdigkeit fraglich ist, ist von neun Meter langen Bullen mit einem Gewicht von fünf Tonnen die Rede. Dabei besitzen die Tiere ihr Maximalgewicht bei der Ankunft in der Kolonie im Spätherbst, nachdem sie den Sommer und Herbst weitgehend mit der Nahrungssuche verbracht haben. Die Weibchen sind mit einer Körperlänge von maximal etwas über zwei Metern und einem durchschnittlichen Gewicht von 600 bis 800 Kilogramm deutlich kleiner als die Männchen. Das Gewicht kann dabei sehr stark schwanken und nach der Geburt können die Weibchen innerhalb der Stillzeit von etwa 25 Tagen die Hälfte ihres Gewichts verlieren.
Die Männchen besitzen einen großen, aufblasbaren Rüssel, der vor allem als Schallverstärker bei der Kommunikation und als Zeichen der Dominanz gegenüber anderen Männchen dient. Vom Nördlichen See-Elefanten unterscheidet sich die südliche Art dadurch, dass sie etwas größer ist und die Geschlechtsunterschiede extremer sind; der Rüssel des Männchens ist allerdings im Verhältnis kleiner als beim Nördlichen See-Elefanten und überragt das Maul nur um etwa 10 Zentimeter.
Im Körperbau entsprechen die See-Elefanten der typischen Hundsrobbe mit kurzen, zu Flossen umgewandelten Vorderbeinen, die vor allem der Stabilisierung beim Schwimmen dienen, und kräftigen Hinterflossen, die den Vortrieb der Tiere im Wasser gewährleisten. Der Körper ist von einem Fell aus kurzen und harten Haaren bedeckt, das nach dem Fellwechsel eine dunkelbraune bis dunkelgraue  Färbung mit einer helleren Bauchseite aufweist und über das Jahr ausbleicht.

## Verbreitung und Lebensraum

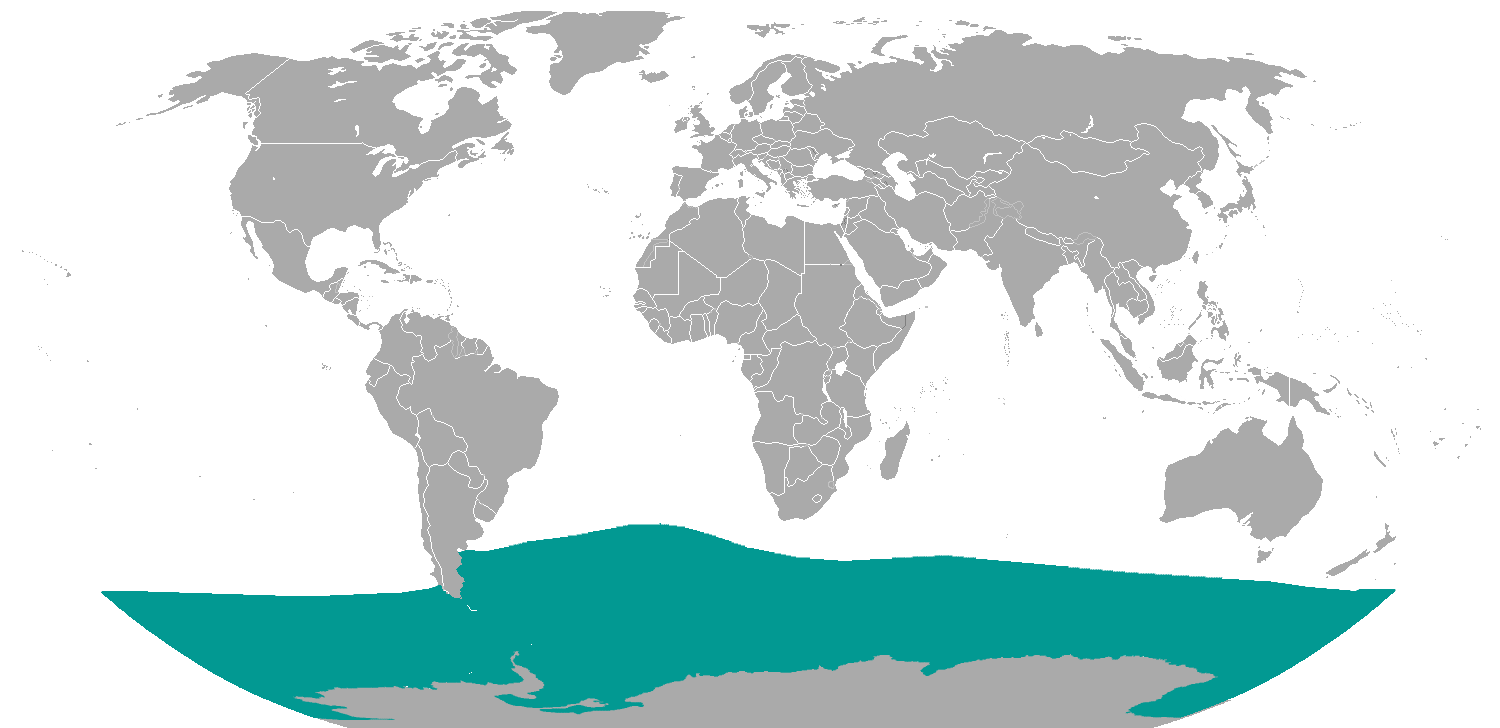
Verbreitungsgebiet des Südlichen See-Elefanten

Der Südliche See-Elefant ist circumpolar im Bereich der Antarktis verbreitet und verbringt den größten Teil seines Lebens im Meer. Dabei kommt er vor allem in den Gebieten und den Inseln nördlich der Packeisregionen vor, lebt jedoch teilweise auch direkt an der Küste Antarktikas. Außerhalb der Paarungszeit findet man umherwandernde Individuen auch an den Küsten Südafrikas, Australiens, Neuseelands und Patagoniens.
Zur Wurf- und Paarungszeit bildet er Kolonien an Land, in denen sich eine große Anzahl der Tiere ansammeln. Die größten Kolonien finden sich auf der Insel Südgeorgien im Südatlantik, weitere auf der Macquarieinsel, der Insel Heard, den Kerguelen und der Halbinsel Valdés im Südosten Argentiniens. Auf dem Kontinent Antarktika treten sie regelmäßig im Bereich der Vestfoldberge auf.

## Lebensweise
Der Südliche See-Elefant verbringt wie die nördliche Art den größten Teil seines Lebens im Meer, erreicht in seinen  Tauchgängen Tiefen bis über 2.000 Meter, wobei er nur gelegentlich an der Wasseroberfläche auftaucht und Luft holt.

### Ernährung
Wie der Nördliche See-Elefant nimmt auch die südliche Art nur außerhalb der Paarungs- und Wurfzeit Nahrung zu sich. Die Tiere jagen ihre Beute im Meer. Diese besteht vor allem aus Tintenfischen, Krebstieren, Knochenfischen sowie Knorpelfischen wie bodenbewohnende Haie und Rochen.

### Fortpflanzung

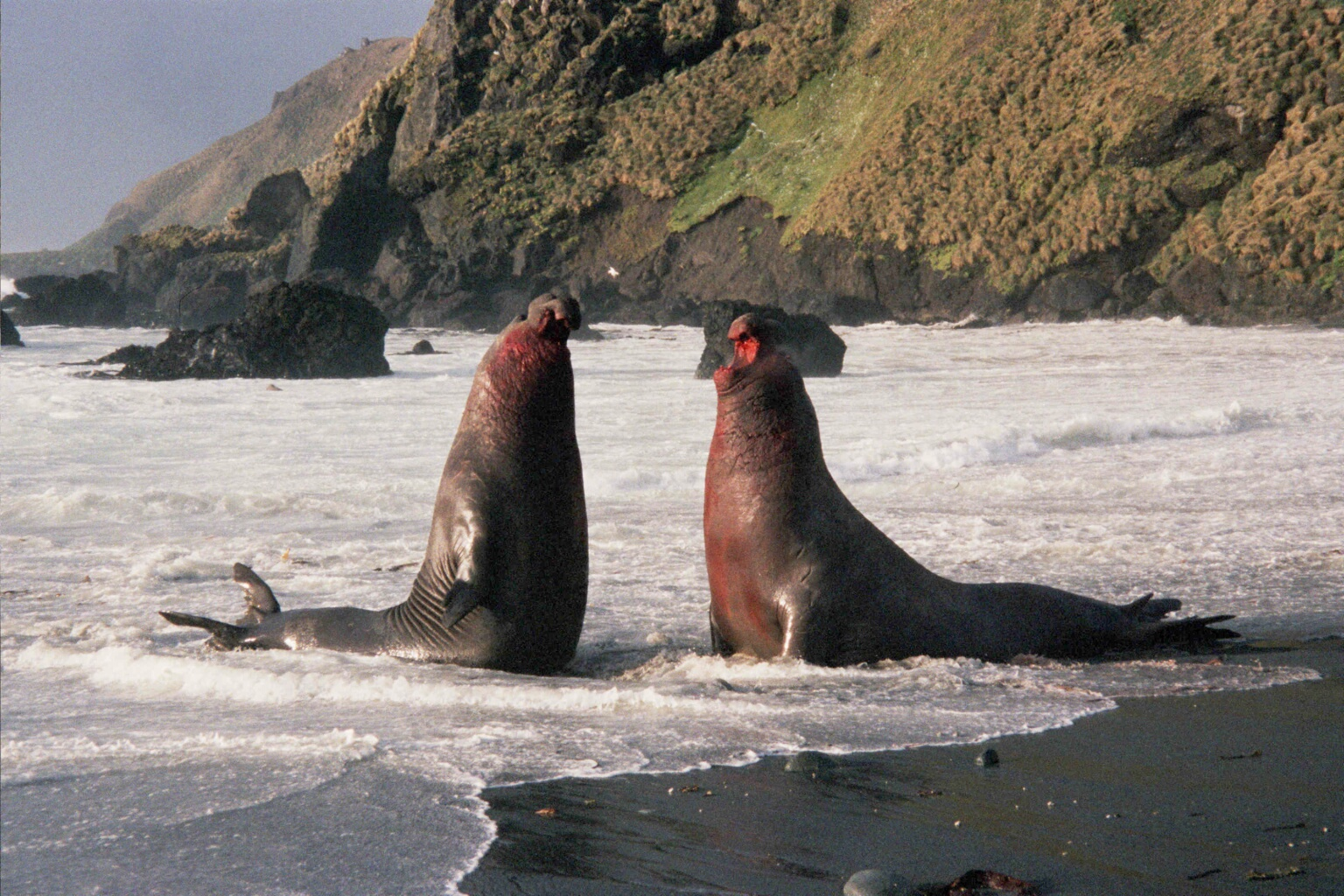
Kämpfende See-Elefantenbullen

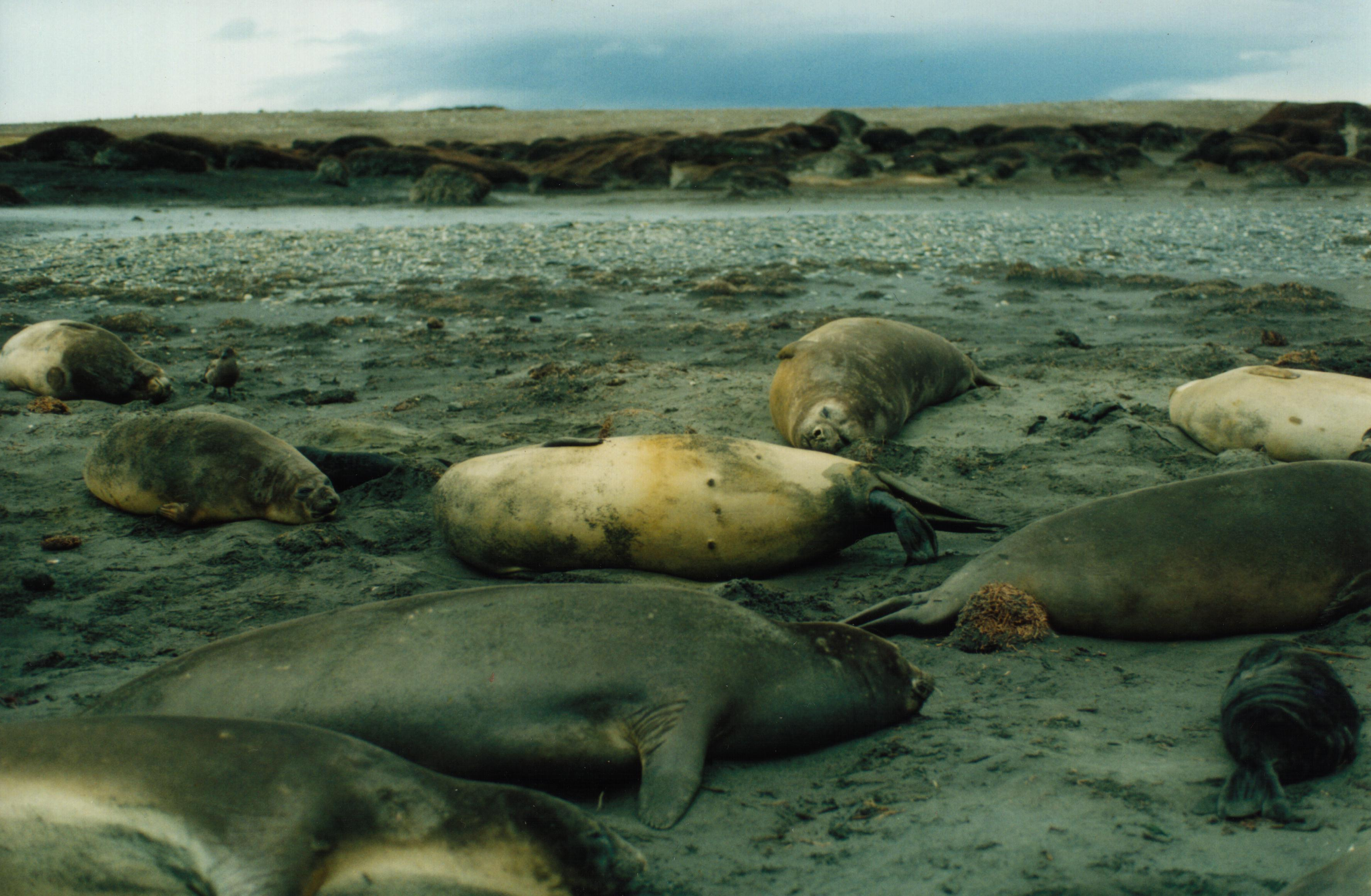
Weibliche See-Elefanten am Strand, ein Weibchen bei der Geburt

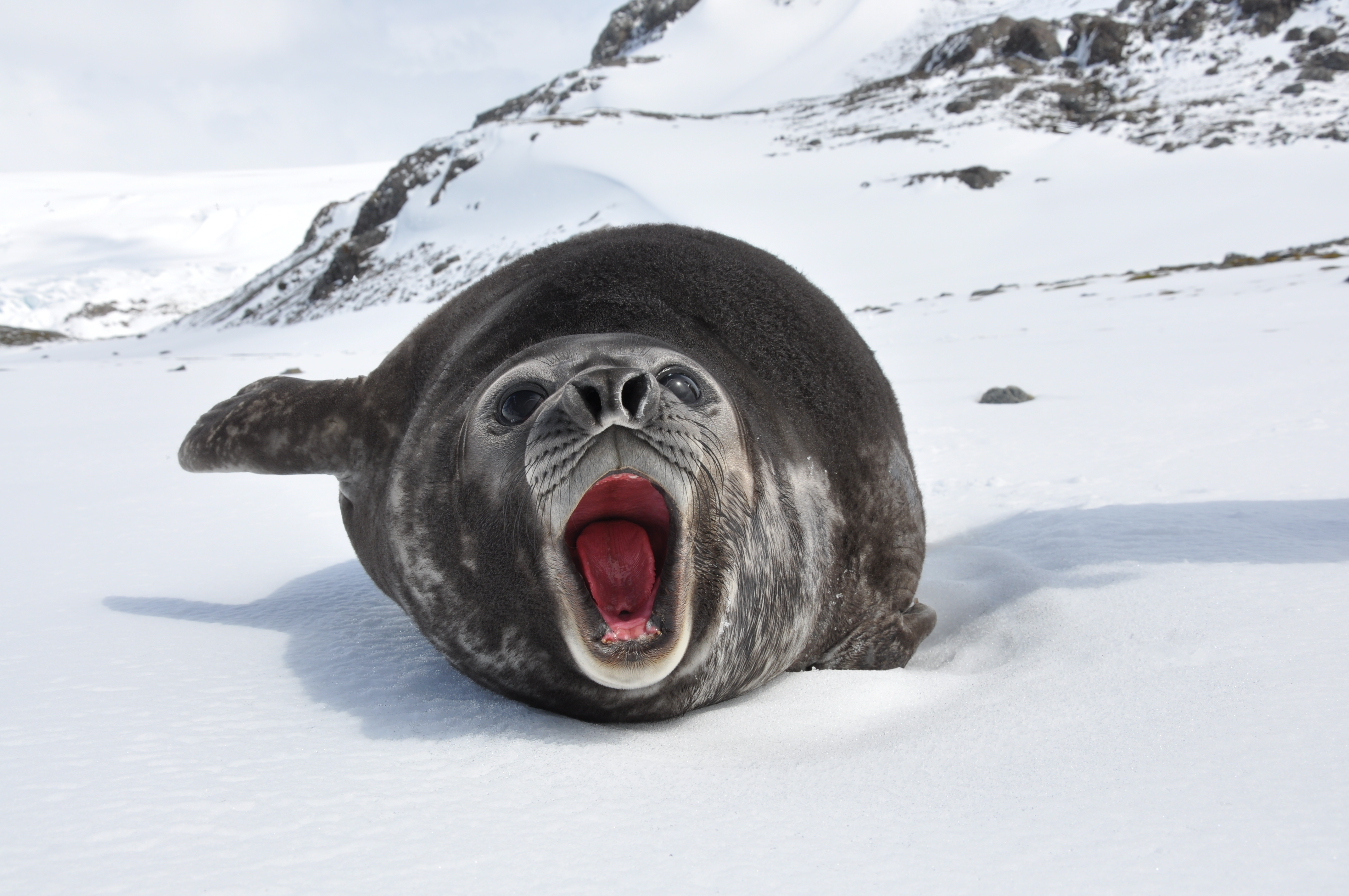
Jungtier eines südlichen See-Elefanten

Die Paarung der Südlichen See-Elefanten und auch die Geburt finden in großen Kolonien an Land statt. Diese werden zur Paarungszeit im August bis November des Jahres, also im südlichen Frühjahr gebildet. Die Männchen erreichen diese Kolonien einige Wochen vor den Weibchen und legen ihre Reviere fest. Dabei kommt es zu Machtdemonstrationen und Rivalenkämpfen der Bullen untereinander, bei denen die dominantesten Bullen die zentralen und größten Reviere einnehmen, während die unterlegenen Bullen an den Rand der Kolonien gedrängt werden. Wenn die Weibchen eintreffen, werden diese je nach ihrer Position am Strand von den jeweiligen Alpha-Männchen beansprucht und gegenüber Eindringlingen verteidigt, wobei einzelne Männchen Harems mit bis zu 60 Weibchen führen und sich mit diesen verpaaren. Die Weibchen haben keinen Einfluss darauf, in wessen Harem sie sind; oftmals wechseln einzelne Weibchen den Harem zufällig, wenn sie sich am Strand fortbewegen.
Die Weibchen, die trächtig aus dem letzten Jahr den Strand erreichen, werfen ihre Jungtiere innerhalb der ersten fünf bis sieben Tage nach Ankunft in den Kolonien. Sie bringen dabei jeweils ein Jungtier zur Welt, das für etwa 23 Tage gesäugt und dann sich selbst überlassen wird. Seltene Zwillingsgeburten führen in der Regel dazu, dass das schwächere der beiden Jungtiere kurz nach der Geburt stirbt. Während der Stillzeit nimmt das Muttertier keine Nahrung zu sich und wird entsprechend rasch leichter und schwächer.
Am Ende der Stillzeit im Oktober werden die Weibchen paarungsbereit. Wenn sich ein Bulle mit einem Weibchen verpaaren will, legt er eine seiner Brustflossen über sie, greift sie mit den Zähnen im Nacken und beginnt mit der Begattung. Die eigentliche Tragzeit der Weibchen beträgt etwa 8 Monate, daher erfolgt die verzögerte Einnistung der befruchteten Eizelle in der Gebärmutter erst nach etwa drei Monaten. Direkt nach der Begattung wird das Jungtier entwöhnt und die ausgewachsenen See-Elefanten verlassen die Kolonie wieder, während die Jungtiere noch für einige Zeit an Land bleiben und dann ebenfalls ins Meer schwimmen.
Die Weibchen erreichen die Geschlechtsreife nach etwa 3 Jahren und nehmen nach etwa 6 Jahren an dem jährlichen Reproduktionszyklus teil. Die Männchen werden erst nach 5 oder 6 Jahren geschlechtsreif, können sich jedoch in der Regel erst nach 10 bis 12 Jahren erfolgreich verpaaren. Das durchschnittliche maximale Lebensalter der Männchen beträgt etwa 14 Jahre, das der Weibchen etwa 21 Jahre.

### Fressfeinde und Parasiten

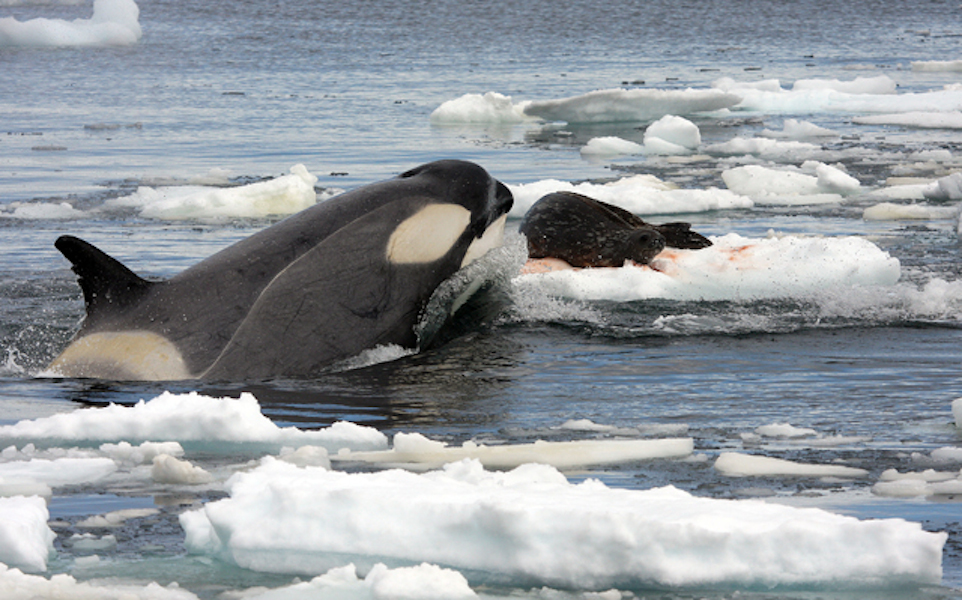
Der Schwertwal ist der einzige Fressfeind des Südlichen See-Elefanten. Hier greift ein Schwertwal in der Antarktis eine auf einer Eisscholle liegende Weddellrobbe (Leptonychotes weddellii) an.

Einen der wenigen Fressfeinde der ausgewachsenen Südlichen See-Elefanten stellt der Schwertwal (Orcinus orca) dar, der selbst großen Bullen schwere Wunden zufügen kann. Hinzu kommen große Hai-Arten, insbesondere der Weiße Hai (Carcharodon carcharias). Der Seeleopard (Hydrurga leptonyx) jagt vor allem kleinere Robben, darunter auch die Jungtiere des See-Elefanten.
Zu den Parasiten, die an Südlichen See-Elefanten auftreten, gehört vor allem die Tierlaus Lepidophthirus macrorhini, die sich im Bereich der hinteren Flossen festsetzt. Der Kratzwurm Corynosoma bullosum und der Fadenwurm Pseudoterranova decipiens konnten im Darm der See-Elefanten gefunden werden. Die Larven beider Arten leben in Antarktisdorschen als Wirt, die als Nahrung der See-Elefanten dienen.
Ältere Tiere können zudem von sessilen Muschelkrebsen besiedelt sein, die nur die Oberfläche besiedeln.
Aus der Mundflora des Südlichen See-Elefanten wurde das Bakterium Jeotgalicoccus pinnipedialis isoliert, das dort als natürlicher Bestandteil vorkommt.

## Fossilgeschichte und Evolution
Über die Entstehung der beiden Arten der See-Elefanten existieren zwei Theorien, nach denen entweder die nördliche Art als Abkömmling der südlichen oder die südliche als Abkömmling der nördlichen betrachtet wird. Nach einer älteren Theorie sind die Nördlichen See-Elefanten aus einer Gruppe der Südlichen See-Elefanten entstanden, die während des Pleistozän in den Nordpazifik wanderte und nach der Erwärmung der Äquatorregionen von der ursprünglichen Population getrennt wurde. Alternativ wird angenommen, dass der Ursprung der See-Elefanten in den nördlicheren tropischen Gebieten des Pazifik liegt und sich von dort eine Gruppe abspaltete und nach Süden abwanderte, wo sich der Südliche See-Elefant herausbildete. Die letzte Sicht wird als wahrscheinlicher angesehen und man geht davon aus, dass die Verwandtschaftsgruppe um die See-Elefanten und die fossile Gattung Callophoca im Miozän im Bereich der heutigen Karibik entstanden ist und die Vorfahren der See-Elefanten durch die noch nicht geschlossene Lücke zwischen Nord- und Südamerika im frühen Pliozän in den Pazifik gelangten. Durch die Abkühlung der Äquatorialgebiete im Pleistozän trennten sich demnach die Populationen der späteren Nördlichen und Südlichen See-Elefanten und wurden entsprechend genetisch isoliert. Die ältesten Fossilfunde des Nördlichen See-Elefanten stammen aus dem späten Pleistozän aus dem Süden Kaliforniens, Fossilfunde der südlichen Art sind aus Südafrika und dem Norden von Chile bekannt.

## Taxonomie und Systematik

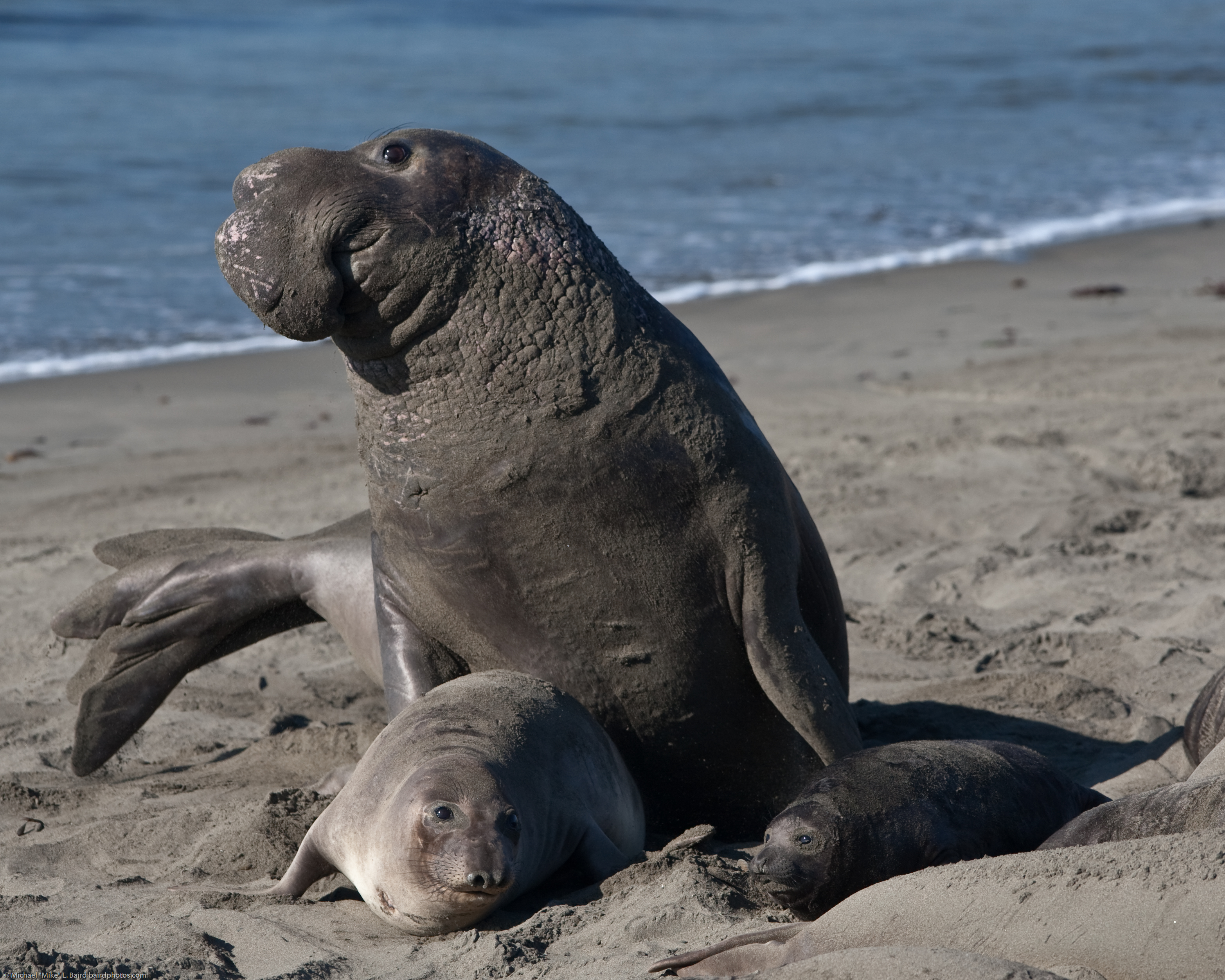
Der Nördliche See-Elefant bildet zusammen mit dem Südlichen See-Elefanten die Gattung Mirounga. Auf dem Bild befinden sich ein männliches und ein weibliches Tier in Paarung sowie ein Jungtier.

Der Nördliche See-Elefant wurde bereits 1758 von Carl von Linné in der 10. Ausgabe seiner Systema Naturae unter dem wissenschaftlichen Namen Phoca leonina erstmals wissenschaftlich beschrieben, war entsprechend bereits vorher bekannt. Juan Ignacio Molina benannte diese Art 1782 in Phoca elephantina um und die Naturforscher François Péron, Juan Ignacio Molina, Anselme Gaëtan Desmarest und Henri Marie Ducrotay de Blainville beschrieben bis 1820 mit Phoca proboscidea, Phoca resima, Phoca coxii, Phoca ansonii und Phoca ansonina weitere Arten verschiedener Inseln im Bereich der Antarktis, die später zu einer Art zusammengefasst und synonymisiert wurden. 1825 richtete John Edward Gray zuerst die Gattung Macrorhinus ein, die aufgrund der Namensgleichheit mit einer Käfergattung ungültig war, und später die Gattung Mirounga für den von Péron 1816 beschriebenen Phoca proboscidea. In den Folgejahren kamen weitere Neubeschreibungen und unterschiedliche Namenskombinationen der beschriebenen Art- und Gattungsnamen hinzu, die erste Nutzung des heute gültigen wissenschaftlichen Namens Mirounga leonina erfolgte 1905 durch Joel Asaph Allen.
Gemeinsam mit dem Nördlichen See-Elefanten bildet der Südliche See-Elefant die Gattung Mirounga, die den Hundsrobben zugeordnet wird. Die Position innerhalb der Hundsrobben ist unklar und wurde regelmäßig diskutiert. So stellte King 1983 die noch heute oft zitierte Theorie auf, dass die See-Elefanten am engsten mit den Mönchsrobben (Monachus) verwandt seien und beide besonders ursprüngliche Vertreter der Hundsrobben darstellten. Hingegen konnten Bininda-Emonds und Russell 1996 keine Anhaltspunkte für eine so dichte Verwandtschaft finden, bestätigten aber die basale Stellung der See-Elefanten im System der Hundsrobben. Auf der Basis von molekularbiologischen Ergebnissen aus dem Jahr 2007 werden die See-Elefanten aktuell als Schwestergruppe der als Lobodontini zusammengefassten Artengruppe aus Ross-Robbe (Ommatophoca rossii), Krabbenfresser (Lobodon carcinophaga), Seeleopard (Hydrurga leptonyx) und Weddellrobbe (Leptonychotes weddellii) betrachtet, die Mönchsrobben werden bei dieser Betrachtung als Schwestergruppe beider Taxa, See-Elefanten und Lobodontini, betrachtet.
Der Gattungsname Mirounga leitet sich von „miouroung“ ab, der Bezeichnung für Südliche See-Elefanten in einer Sprache der australischen Aborigines. Der Artname leonina leitet sich von dem lateinischen Wort „leoninus“ für „dem Löwen ähnlich“ ab.

## Bedrohung und Schutz
Die Art war im 19. Jahrhundert ebenfalls starker Verfolgung ausgesetzt, aber nie so stark bedroht wie der Nördliche See-Elefant. Einst gab es Kolonien auch auf Tasmanien, King Island, den Juan-Fernández-Inseln und auf St. Helena, doch hier wurden die See-Elefanten durch menschliche Jäger ausgerottet. Insgesamt leben heute etwa 750.000 Individuen, von denen mehr als die Hälfte auf Südgeorgien vorkommt.
Aufgrund des großen Verbreitungsgebietes und derzeit fehlenden ernsthaften Gefährdungen stuft die International Union for Conservation of Nature and Natural Resources (IUCN) die Art als „nicht gefährdet“ (Least concern) ein.